# Apeadero Comodoro Rivadavia
Comodoro Rivadavia era un apeadero ferroviario que funcionó como parada de pasajeros del servicio suburbano que prestaba el Ferrocarril de Comodoro Rivadavia a Colonia Sarmiento en la provincia de Chubut (Argentina). Se encontraba en el Departamento Escalante dentro del ejido urbano de la ciudad de Comodoro Rivadavia. 
Tras el cierre de la estación matriz este punto tuvo la importante tarea de ser el único sitio destinado a pasajeros en el barrio Centro, corazón de la zona sur de Comodoro.

## Toponimia
Posiblemente, el primer nombre de este punto fuera parada Costanera en un sentido meramente informal para distinguirlo de estación Comodoro Rivadavia. Tras el cierre de la estación principal este apeadero se formalizó y pasó a ser el único punto visitado por el transporte ferroviario de la zona central de Comodoro Rivadavia. Por ende, heredó el nombre de Comodoro Rivadavia. 

## Historia
Una vez finalizado el ferrocarril no se tardó en iniciar un transporte suburbano entre el pueblo comodorense y los campamentos - localidades que estaban más al norte del ejido urbano. Más adelante, estas localidades se volvieron barrios comorenses en su mayoría y terminaron creando un sistema de transporte de pasajeros eficiente y barato que unió gran parte de la zona norte de comodoro con su centro urbano. 
La parada pudo ser un punto informal o simplemente no tenida en cuenta por los trenes mixtos. De cualquier manera, con la introducción de los ferrobuses en el itinerario de 1938 se aclara que los pasajeros podían pedir bajar en cualquier punto para subir o bajar pasajeros. Esto termina de impulsar el uso de este punto ubicado a escasos metros del paso a nivel con la calle San Martín, la arteria comercial más importante de la ciudad.La parada no pasó de la informalidad y ninguno de los itinerarios le hizo mención. Su entrada en funcionamiento se oficializó recién en 1971 con la clausura de la estación Comodoro. En cambió, la existencia y su peligrosidad del paso a nivel con calle San Martín aparece en las precauciones permanentes de los itinerarios de 1946,1948 y 1960. 
La parada tuvo alta demanda, al menos durante el verano patagónico, por estar a metros de la playa Costanera que fue un importante destino turístico local históricamente. La afluencia fue alta en el pasado y desde los años 1960 se terminó masificando. Esta afluencia masiva de gente obligó al municipio a construir escaleras desde el terraplén hacia la playa que se ven en imágenes históricas y que aun prevalecen. Además, la parada estaba a metros del cruce de la vía con calle San Martín, la calle más importante de la ciudad y su eje comercial. 
Por otro lado, esta parada siempre estuvo eclipsada por la imponente estación Comodoro Rivadavia, la más importante del ferrocarril y único punto oficial en el Centro de Comodoro Rivadavia. Sin embargo, en los años siguientes se hizo evidente que la mediocre planificación urbana de la ciudad de Comodoro y de la infraestructura ferroviaria planificado para crear el sistema ferroviario en la Patagonia no tardó en generar problemas: Desde los años cuarenta el pueblo empezó a crecer y se hizo evidente que la estación y su infraestructura interrumpían el crecimiento de la parte central de Comodoro. De este modo, empezó la larga batalla entre la municipalidad de Comodoro y la gerencia del ferrocarril por lograr que el tren deje paso a la circulación por el barrio centro. Esto se debió a una población que se concentró en torno a la estación, emplazada en tierras del barrio Centro. Muy pronto el reducido espacio de este sector, ubicado entre el cerro y el mar, no tardó en vivir congestionamiento en el tránsito. Es entonces cuando los habitantes empezaron a reclamar las aperturas de las calles desde Máximo Abásolo y 25 de Mayo cortadas por el terraplén del ferrocarril. Además, el municipio alegó que el real aprovechamiento en el barrio Centro se daba en solo 300 metros de ancho por 800 de largo. Es así que se inició un reclamo para la desactivación de las 5 hectáreas afectadas a la actividad ferroviaria en el centro de Comodoro. En contraposición, el ferrocarril reclamaba cerrar la calle Mitre, lo que fue denegado rotundamente por la municipalidad que en cambio reclamaba la nivelación de la vía entre Pellegrini y 25 de Mayo para la circulación libre. Finalmente, la municipalidad ganó la puja: el ferrocarril debió permitir el tráfico por esas calles y años después ceder sus tierras y bienes en el Centro.
Desde inicios de la década de los sesenta se incrementa el debate sobre el fin de este ferrocarril con un servicio que se tornó más molesto para comerciantes y vecinos del barrio Centro que reclamaron que se desactive la estación Comodoro Rivadavia para agilizar todo el tránsito de una ciudad que vivía el boom petrolero y poblacional. Además, recordaban que el ferrocarril tenía fallas que lo paralizaban en las zonas altas por el congelamiento de las vías en inviernos y un importante déficit que era gigantesco e insalvable. Los reclamos lograron las aperturas de las calles Pellegrini y 25 de Mayo que son acondicionadas para el paso mixto de autos y trenes. Finalmente, los intentos de los habitantes del Centro para desafectar a la estación matriz, consiguieron que en 1969 las tierras del ferrocarril sean transferidas al municipio de Comodoro. Sin embargo, el traspaso de nación al municipio se demora hasta principios de los setenta, por lo que las vías que atravesaban gran parte del barrio Centro fueron anuladas recién en esos años.
La clausura de la estación central fue totalmente confirmada en octubre de 1974; con el artículo del senador Ramón Lorenzo "Proyecto de un ferrocarril Patagónico". En esta nota se relata:

"La desacertada política ferroviaria de las anteriores autoridades hizo que se liquidaran terrenos que pertenecían al ferrocarril y hubieran posibilitado su expansión imprescindible para construir un nuevo ferrocarril."
Ramón Lorenzo

Los registros de 1971 mostraron el cese de actividades de la estación de Comodoro Rivadavia para agilizar el centro urbano. Para compensar la pérdida de la estación se creó una parada cerca del puerto, aun en el barrio Centro, pero solo en su entrada. Una vez logrado el traspaso a la municipalidad se procedió a colocar este apeadero en la calle San Martín, el tren llegaba hasta ahí y se volvía. En tanto, toda la infraestructura ferroviaria fue levantada o reconvertida para posibilitar la urbanización. Este proceso fue descripto por los ferroviario como una muerte llevada a cabo de a poco.

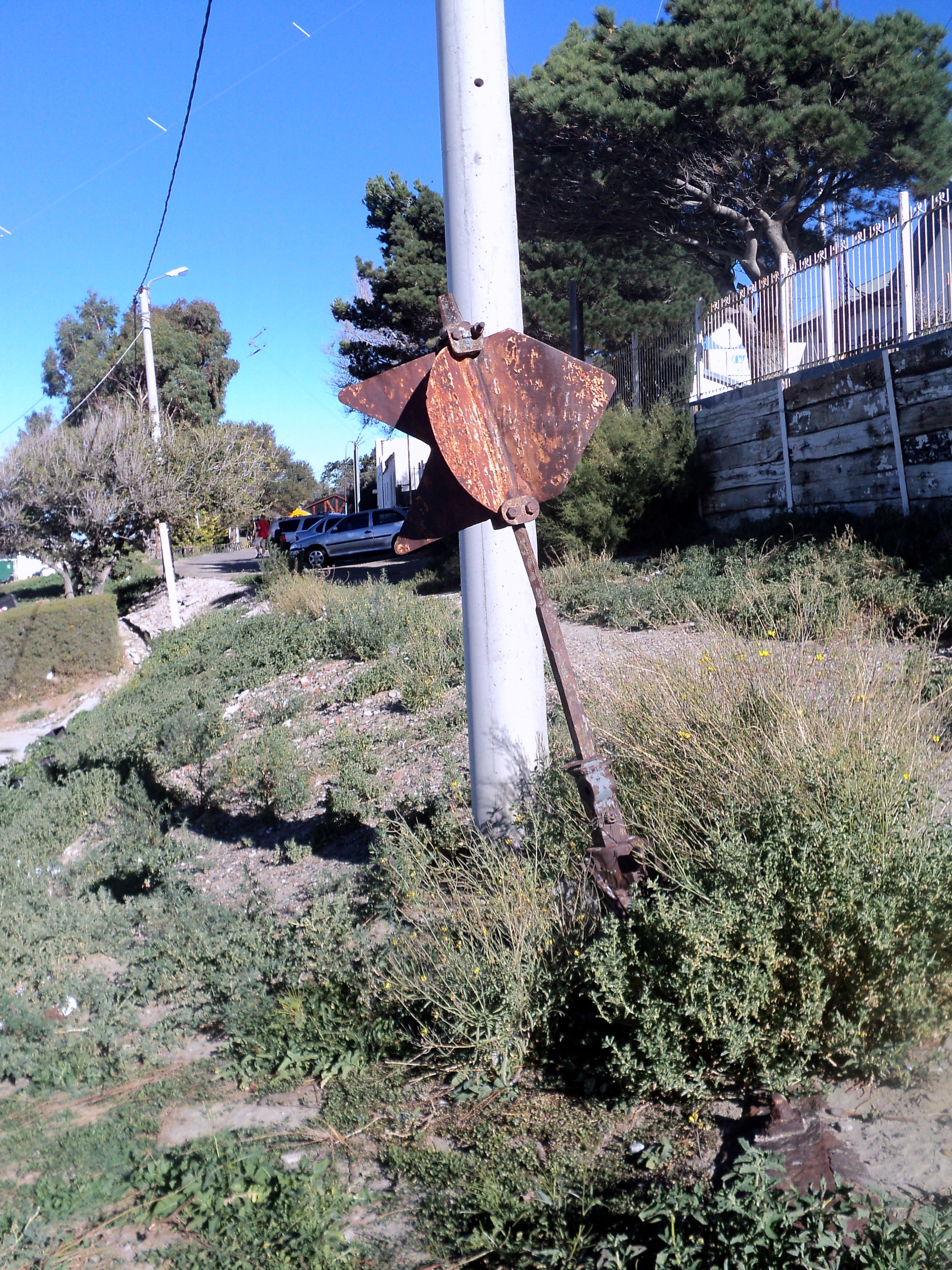
Últimas de las señales ferroviarias en el centro de Comodoro, resistiendo al abandono y al paso del tiempo. El desvío posibilitaba dejar la vía principal y acceder al puerto. Unos metros más adelante (donde están los autos estacionados) se ubicó el apeadero Comodoro Rivadavia tras el cierre de la estación principal. Nótese que todo la trama vial fue sepultada por una calle de ripio.

Los formaciones que arribaban al Centro tenían como destino el puerto Antonio Morán o esta precaria parada construida en inmediaciones al empalme de la vía cerca del puerto. Para cuando Marcelo Arcas visitó en febrero de 1977 dejó relato de un ferrocarril agonizante que con sus últimos esfuerzos realizaba el servicio suburbano en los últimos 35 kilómetros habilitados. Puntualmente, él describió una parada precaria construida en inmediaciones del empalme al puerto solo para pasajeros en reemplazo de la estación central que ya no mostraba vías en casi todo el barrio Centro.
La parada se mantuvo activa hasta la clausura de todo el ferrocarril y fue uno de los últimos vestigios ferroviarios en el Centro comodorense. Una vez cerrado definitivamente el ferrocarril en 1978 al tiempo la municipalidad procedió a tapar y levantar lo que quedaba de las vías en inmediaciones de este punto y el Centro quedó desde entonces con pocos vestigios ferroviarios. El procedimiento elegido por los municipales fue doloroso de ver para los ferroviarios:

"Es un crimen lo que hicieron con los durmientes, en vez de levantarlos taparon todo. Primero tomaron la estación y pusieron un apeadero en la calle San Martín, el tren llegaba hasta ahí y se volvía. Lo fueron matando de a poco, fue muy triste verlo."
Víctor Carrizo

Actualmente, quedan pocos vestigios de vías y el andén de lo que fue este apeadero. A las pocas huellas ferroviarias se sumó la inestabilidad del cerro Chenque y la erosión marina. Estos fenómenos produjeron que en la zona costera entre el puerto de Comodoro y el Chalet Huergo, entre 1968 y 2023, se puede calcular una tasa de retroceso de la costa en valores van entre 60 centímetros y 1,10 metro. De este modo, se concluye que la costa se retira un metro hacia atrás en promedio por año. Actualmente, los geólogos de la UNPSJB consideran que la construcción de obras civiles en el mar como la del puerto  modificó el perfil de playa ya que se generó una modificación en la forma en que las olas chocan contra la costa y dónde lo hace. Eso se intensifica en las tormentas y el cambio climático que aumenta el nivel del mar. Como resultado, el tramo vial desde este punto hasta 1.9 se encuentra desaparecido por ser sepultadas bajo asfalto o tierra y el restante tramo arrasados por el mar en el sector que daba al talud desde el año 1993 en adelante ante la falta de mantenimiento.
En 2024 aun existen vestigios ferroviarios en la zona. En septiembre el club náutico Comandante Espora reveló que la calle posterior a su institución es la ex vía del ferrocarril que está tapada por tierra y que ante los movimientos del cerro y otras obras genera lagunas que afectan al club. Aun hoy la parada es recordada por la población y fue incluida como punto histórico en el circuito historio ferroportuario que la municipalidad diseñó.

## Características
Su infraestructura no aparece en ningún documento por su tardía formalización como apeadero recién en 1971 tras el cierre de la estación Comodoro. No obstante, los ferroviarios la describieron como una parada simple y esto fue corroborado por la visita de Marcelo Arcas en 1977 que coincidió con la visión que era un simple punto básico donde se detenían las formaciones. El único dato apreciable es que se encontraba escasos metros del peligroso paso a nivel de las vías con calle San Martín que imprimía una velocidad máxima a las formaciones de 5 kilómetros por horas, que fue la más baja de las obligatorias en todo el ferrocarril. Es en este cruce que nace dicha calle, la más importante de la ciudad de Comodoro Rivadavia por su ser su eje comercial; sumada a la baja velocidad que los vehículos ferroviarios debían respetar se terminó alentando la creación de la parada de forma informal y luego formal tras la desafección de estación Comodoro. La información del paso a nivel es proporcionada por los itinerarios 1946, 1948 y 1960 en sus secciones de precauciones permanentes

## Galería
| |
| Última imagen de la estación Comodoro en actividad con gran parte de su infraestructura. Sin embargo, ya no contaba con sus galpones y los buses empezaban a usar de parada parte de su playa de maniobras donde después se levantó la terminal de Ómnibus. |

|                                                                 |
| Zona actual donde estuvo el apeadero con profunda urbanización. |

| |
| Confitería la estación que conmemoró al apeadero que allí se ubicó en reemplazo de la estación Comodoro. |

| |
| En los años 1960 un ferrobús tras atravesar Km 2 rumbo al apeadero del Puerto Comodoro Rivadavia luego de pasar una extensa curva. Hoy este tramo desapareció. |

|                                                               |
| El área de la parada en los años 1960 con el puerto de fondo. |

| |
| Situación del ferrocarril desde 1971 sin su estación principal, con un nuevo desvío al puerto y posiblemente sin viajes a Colonia Sarmiento. |